# USK Lwów
USK Lwów (ukr. «Український Спортовий Кружок» (УСК)) – ukraiński klub piłkarski z siedzibą w mieście Lwów.

## Historia
Chronologia nazw:
- 1906: SK Lwów (ukr. Спортовий Кружок (Львів))
- 1909: USK Lwów (ukr. Український Спортовий Кружок (Львів))
- 1939: klub rozwiązano

Jesienią 1906 roku w Pierwszym Gimnazjum Akademickim we Lwowie z inicjatywy profesora Iwana Boberskiego oraz ukraińskich uczniów powstał klub SK Lwów (Sportowe Koło). W sierpniu 1901 roku na polecenie Ministerstwa Wyznań i Oświaty Austro-Węgier (niem. Ministerium für Kultus und Unterricht) Iwan Boberski, wybitna postać ukraińskiego ruchu sportowego, rozpoczął pracę w ruskim (czyli ukraińskim) Królewskim Gimnazjum Akademickim we Lwowie, mieszczące się w budynku Domu Ludowego przy ul. Teatralnej 22. Była to najstarsza ukraińska placówka oświatowa o wysokim poziomie nauczania, w której główne zajęcia odbywały się w ojczystym języku Ukraińców. Pomimo prowadzenia lekcji z języka niemieckiego i literatury profesor Boberski na dodatkowych zajęciach z gimnastyki i gier ruchowych popularyzował angielską grę fotbal. Początkowo działalność klubu ograniczała się do organizowania okazjonalnych meczów i spotkań. Jesienią 1908 roku w Sportowym Kole odbyło się 8 meczów.
Na początku 1909 roku gimnazjaliści dodali do nazwy "Sportowe Koło" słowo "Ukraińskie", czyli nazwa brzmiała USK Lwów (Ukraińskie Sportowe Koło). W ten sposób podkreślali swoją tożsamość. Koło liczyło 110 członków, którzy zjednoczyli się w 11 drużynach klasowych, które w dniu 21.03.2009 zostały podzielone na kilka sekcji sportowych, w tym piłkarskich, które liczyły 5 drużyn.
20 maja 1909 roku na boisku pod Janowskimi Obołoniami czwarta drużyna USK pokonała trzecią drużynę - 4:1. To pierwszy udokumentowany mecz piłkarski USK. I w ogóle pierwszy mecz piłki nożnej z udziałem etnicznie ukraińskich drużyn.
W dniu 23 maja 1909 pierwsza, czyli najstarsza drużyna przyjęła nazwę The little bears (Małe misie) i nosiła strój w żółto-niebieskiej kolorystyce. Tego samego dnia rozegrali mecz z drużyną II, który wygrali 4:0. Sędzią głównym był Iwan Boberski, a liniowymi Iwan Sochacki i O. Senyk.
W dniu 27 czerwca 1909 roku uczniowie szkół średnich zorganizowali między sobą mecz pokazowy. Na kierownika USK wybrano Petra Franko, ucznia 7. klasy „A”, którego później zastąpił Mychajło Zaworotniuk. Jesienne zajęcia sportowe prowadził ze studentami Iwan Boberski, ale wiosną 1910 roku zastąpił go Jurij Samotiuk.
12 września 1909 Ukraińscy gimnazjaliści spotkali się z drużyną rezerw Hasmonei (Hasmonea Lwów II), przegrali 1:3. 16 września 1909 piłkarze USK I pokonali uczniów Bursy RTP 8:0, a 18 września 1909 po raz drugi pokonali "rzemieślników" — 4:0. 26 września 1909 USK pokonało trzecią drużynę rezerw Pogoni (Pogoń Lwów IV) 1:0, ale w rewanżu 29 września przegrało 1:5. Kolejne mecze USK w 1909 roku - z Czarnymi Lwów IV 1:4 i 1:9, z Pogonią IV — 2:6 i 0:2, z czeską Team 0:2, 1:1 i 2:4, z Hasmoneą II 2:0 (niedokończ.), z Sokołem Zbaraż 1:3 i 2:4. W następnych latach 1910-1914 pierwsza drużyna rozgrywała ponad 10 spotkań rocznie. 15 października 1911 roku odbył się historyczny mecz ze lwowską Ukrainą, w którym gimnazjaliści odnieśli zwycięstwo 2:1 (dlatego błędne jest wyprowadzanie "rodowodu" "Ukrainy" od USK!).
Najpierw I wojna światowa, a potem wojna polsko-ukraińska i wojna polsko-bolszewicka nie pozwoliła w pełni trenować i rozgrywać mecze piłkarskie. Dopiero w okresie międzywojennym w Polsce klub ponownie zaczął funkcjonować, ale występował jedynie w meczach organizowanych przez Sportowe Towarzystwo spośród drużyn ukraińskich. Nawet po zorganizowaniu przez PZPN "okręgowej ligi Lwów" klub nie przystąpił do rozgrywek w niej. Został rozwiązany w czasie II wojny światowej.